# Edith Downing

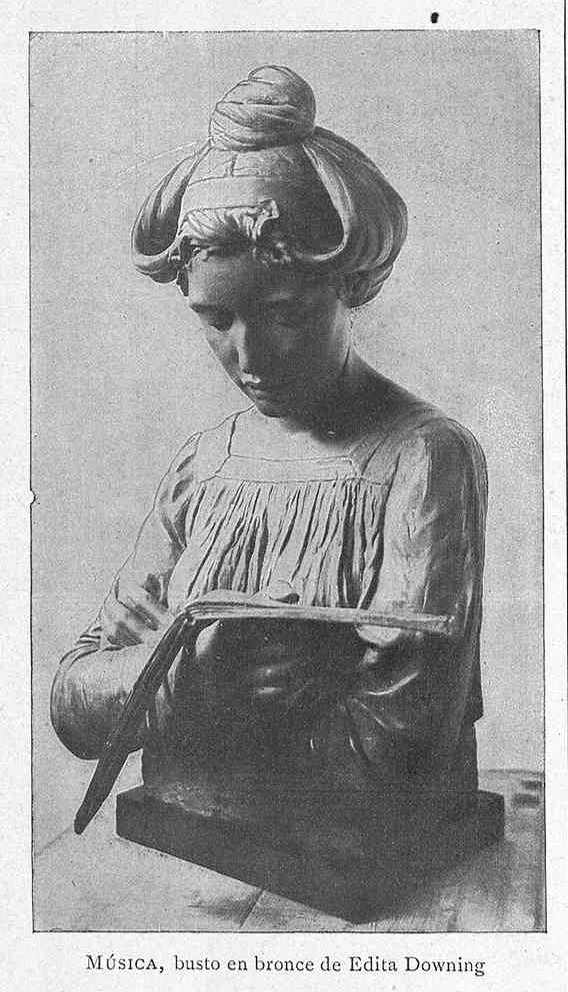
Music, Skulptur von Edith Downing, 1897

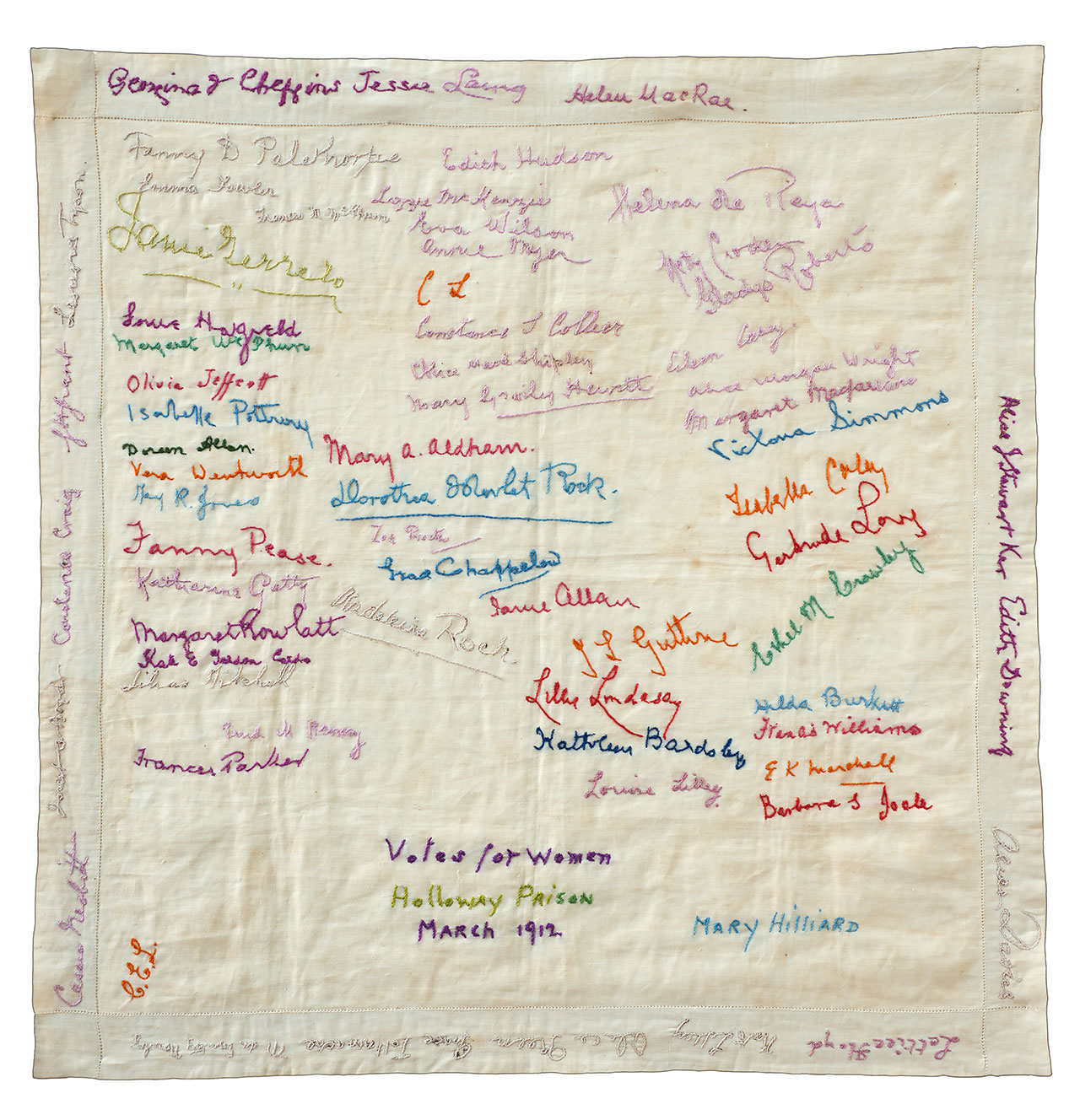
The Suffragette Handkerchief, März 1912, Downings Name rechts senkrecht, zweiter von oben

Edith Elizabeth Downing (* Januar 1857 in Cardiff; † 3. Oktober 1931 in Surrey) war eine walisisch-britische Künstlerin, Bildhauerin und Suffragette.

## Leben
Downing wurde als eines von vier Kindern des Kohlehändlers und Reeders Edward Coenty Downing und seiner Frau Mary Anne Sarah Lowder geboren. Sie hatte zwei Schwestern und einen Bruder, Edward, hatte. Ihre Schwester Mary war Malerin und Graphikerin, während ihre andere Schwester, Caroline Lowder Downing, ebenfalls in der Women’s Social and Political Union (WSPU) als Suffragette aktiv war. Nach dem Besuch des Cheltenham College verbrachte Downing die meiste Zeit ihres Berufslebens in Chelsea.
Downing wurde zunächst an der South Kensington School of Art ausgebildet, bevor sie zwischen 1892 und 1893 die Slade School of Fine Art besuchte. Downing arbeitete als Bildhauerin mit Bronze und Marmor; daneben schuf sie Aquarelle. Ihre Skluiplturen sind oft realistisch und betonten den menschlichen Ausdruck, insbesondere bei den Gesichtern, die sie modellierte. Downing stellte ihre Kunstwerke an vielen renommierten Orten aus, wie der Royal Academy of Arts, dem Royal Glasgow Institute of the Fine Arts, dem Salon de Paris und der Society of Women Artists. Zwischen 1896 und 1900 war sie außerdem Mitglied der South Wales Art Society. Eine Reihe ihrer Skulpturen schenkte sie 1930, ein Jahr vor ihrem Tod, dem walisischen, nationalen Museumsverbund Amgueddfa Cymru – Museum Wales.
Downing nutzte ihr künstlerisches Talent auch, um ihre Aktivitäten als Suffragette zu unterstützen, indem sie zusammen mit ihrer Künstlerkollegin Marion Wallace Dunlop Demonstrationen künstlerisch ausschmückte oder ihre Werke verkaufte, um Geld für die Suffragetten zu sammeln, darunter Skulpturen mit den Titeln Sketch und Peter Pan im Jahr 1908 und Statuetten von Christabel Pankhurst und Annie Kenney im Jahr 1909.
Downing trat 1903 der Central Society for Women's Suffrage und 1906 der London Society for Women's Suffrage bei. 1908 schlossen sich Downing und ihre Schwester Caroline Lowder Downing dem Chelsea-Zweig der radikaleren WSPU an.
Im November 1911 nahm Downing an mehreren Protesten teil, darunter einer auf dem Parliament Square und ein weiterer im Somerset House. Im Somerset House wurde Downing verhaftet, weil sie mit einem Stein ein Fenster eingeschlagen hatte. Daraufhin wurde sie zu einer Woche Gefängnis verurteilt.
Am 1. März 1912 wurde Downing ein zweites Mal verhaftet, weil sie an einem weiteren WPSU-Protest teilgenommen hatte, der von einer Gruppe von etwa 200 organisierten Suffragetten, darunter auch ihre Schwester, im Londoner West End veranstaltet wurde. Bei diesem Vorfall schlug sie das Schaufenster eines Kunsthändlers ein. Während der danach verhängten Haftstrafe im Holloway Prison trat Downing wie viele andere in einen Hungerstreik und wurde in Folge zwangsernährt. Downing war eine von 68 Frauen, die ihre Unterschrift oder Initialen auf das von den Gefangenen im Holloway Prision im März 1912 beschriftete sogenannte „Suffragetten-Taschentuch“ setzten. Downing wurde Ende Juni 1912 wieder entlassen.
Sie erhielt von der WSPU für ihre Zeit im Gefängnis die sogenannten „Hungerstreik-Medaille“ For Valour.
Downing starb im Oktober 1931 in Surrey.